# 古城角城址
古城角城址，位于中国广东省云浮市罗定市素龙镇古城角村，为罗定市文物保护单位，类型为古遗址，公布时间为1994年6月8日。
古城角城址的历史年代为唐代。